# Ingovány (film, 2001)
Az Ingovány (eredeti cím: La ciénaga) egy 2001-ben bemutatott, spanyol nyelvű, argentin–spanyol–francia filmdráma. Az alkotás két, rokoni kapcsolatban álló, sok gyermekes vidéki család életéből mutat be életképeket.

## Cselekmény
|  | Alább a cselekmény részletei következnek! |

A filmnek nincs túlzottan változatos, előrehaladó, fordulatos cselekménye, inkább sok kicsi jelenetet, életképet mutat be két, Salta tartománybeli nagy (négy-négy gyermekes) család életéből. Az egyik családban a kissé alkoholista Gregorio a családfő, de az asszony, Mecha sem veti meg az italt. Mecha a film elején poharakkal a kezében elesik, a szilánkok pedig vérző sérüléseket okoznak neki. Náluk dolgozik az indián származású szolgálólány, Isabel, akit az egyik lány, Momi nagyon szeret ugyan, de Mecha legszívesebben elküldené, mivel megítélésre szerint lop. A másik családban, ahol paprikatermesztéssel foglalkoznak, az apa Rafael, az anya Tali. A nyolc kisebb-nagyobb gyerek sokat játszik és veszekszik egymással, vannak köztük, akik légpuskával vadászni járnak, illetve fürdenek egy piszkos medencében vagy a közeli víztározóban. A történet egyik fontos szereplője a legkisebb fiú, Luciano, aki most kezdené az első osztályt az iskolában. Neki valamilyen rendellenesség miatt a rendes fogsora mögött is kezd kinőni egy foga, emiatt többen a két fogsorú „afrikai patkány-kutyával” rémisztgetik, amely még a macskákat is felfalja. Lucianót az ilyen „rémtörténetek” miatt félelemmel tölti el, hogy lakásuk udvarán a fal túloldaláról gyakran hall hangos kutyaugatást, ám egyben kíváncsi is lesz, ezért egy alkalommal (a film végén), amikor egyedül hagyják, felmászik az ott felejtett létrára, hogy megnézze, mi van a fal túloldalán. A létra tetejéről azonban leesik, és mozdulatlanul terül el a földön. Nem derül ki, hogy mi történt vele, de a néhány záró jelenetből, amelyben nagy szomorúság uralkodik, valószínűsíthető, hogy meghalt. A film során többször is van olyan jelenet, amikor a tévében éppen arról beszélnek, hogy valaki a városban látta megjelenni Szűz Máriát. A legutolsó percben Momi szomorúan mondja, hogy elment erre a helyre, de nem látott semmit.
|  | Itt a vége a cselekmény részletezésének! |

## Szereplők
- Mercedes Morán ... Tali
- Graciela Borges ... Mecha
- Martín Adjemián ... Gregorio
- Sofía Bertolotto ... Momi
- Juan Cruz Bordeu ... José
- Andrea López ... Isabel
- Sebastián Montagna ... Luciano
- Fabio Villafane ... Perro
- Noelia Bravo Herrera ... Agustina
- Leonora Balcarce ... Verónica
- Silvia Baylé ... Mercedes

## Díjak és jelölések
| 2002 | Argentin Filmkritikusok Szövetségének díja | Legjobb színésznő                | Graciela Borges                                                    | Elnyerte |
| 2002 | Argentin Filmkritikusok Szövetségének díja | Legjobb első film                |                                                                    | Elnyerte |
| 2002 | Argentin Filmkritikusok Szövetségének díja | Legjobb operatőr                 | Hugo Colace                                                        | Elnyerte |
| 2002 | Argentin Filmkritikusok Szövetségének díja | Legjobb film                     |                                                                    | Jelölés  |
| 2002 | Argentin Filmkritikusok Szövetségének díja | Legjobb rendező                  | Lucrecia Martel                                                    | Jelölés  |
| 2002 | Argentin Filmkritikusok Szövetségének díja | Legjobb női mellékszereplő       | Mercedes Morán                                                     | Jelölés  |
| 2002 | Argentin Filmkritikusok Szövetségének díja | Legjobb eredeti forgatókönyv     | Lucrecia Martel                                                    | Jelölés  |
| 2002 | Argentin Filmkritikusok Szövetségének díja | Legjobb művészeti rendező        | Graciela Oderigo                                                   | Jelölés  |
| 2001 | Berlini Nemzetközi Filmfesztivál           | Alfred Bauer-díj                 |                                                                    | Elnyerte |
| 2001 | Berlini Nemzetközi Filmfesztivál           | Arany Medve                      |                                                                    | Jelölés  |
| 2001 | Chicagói Nemzetközi Filmfesztivál          | Legjobb játékfilm                |                                                                    | Jelölés  |
| 2001 | Clarín-díj                                 | Legjobb színésznő                | Mercedes Morán                                                     | Elnyerte |
| 2001 | Clarín-díj                                 | Legjobb rendező                  | Lucrecia Martel                                                    | Elnyerte |
| 2001 | Havannai filmfesztivál                     | Legjobb színésznő                | Graciela Borges                                                    | Elnyerte |
| 2001 | Havannai filmfesztivál                     | Legjobb rendező                  | Lucrecia Martel                                                    | Elnyerte |
| 2001 | Havannai filmfesztivál                     | Legjobb hang                     | Hervé Guyader, Emmanuel Croset, Guido Berenblum, Adrián De Michele | Elnyerte |
| 2001 | Havannai filmfesztivál                     | Nagy Korall-díj                  |                                                                    | Elnyerte |
| 2002 | Latin-amerikai MTV-díj                     | A déli régió kedvenc filmje      |                                                                    | Jelölés  |
| 2005 | SESC-filmfesztivál                         | Legjobb nem brazil rendező       | Lucrecia Martel                                                    | Elnyerte |
| 2001 | Sundance filmfesztivál                     | NHK-díj                          | Lucrecia Martel                                                    | Elnyerte |
| 2001 | Toulouse-i latin-amerikai-film-fesztivál   | Francia kritikusok felfedezettje |                                                                    | Elnyerte |
| 2001 | Toulouse-i latin-amerikai-film-fesztivál   | Nagydíj                          |                                                                    | Elnyerte |
| 2001 | Uruguayi nemzetközi filmfesztivál          | Első munka díj, külön említés    |                                                                    | Elnyerte |
| 2001 | Uruguayi filmkritikusok szövetségének díja | Legjobb latin-amerikai film      |                                                                    | Elnyerte |